# Pep (Hund)

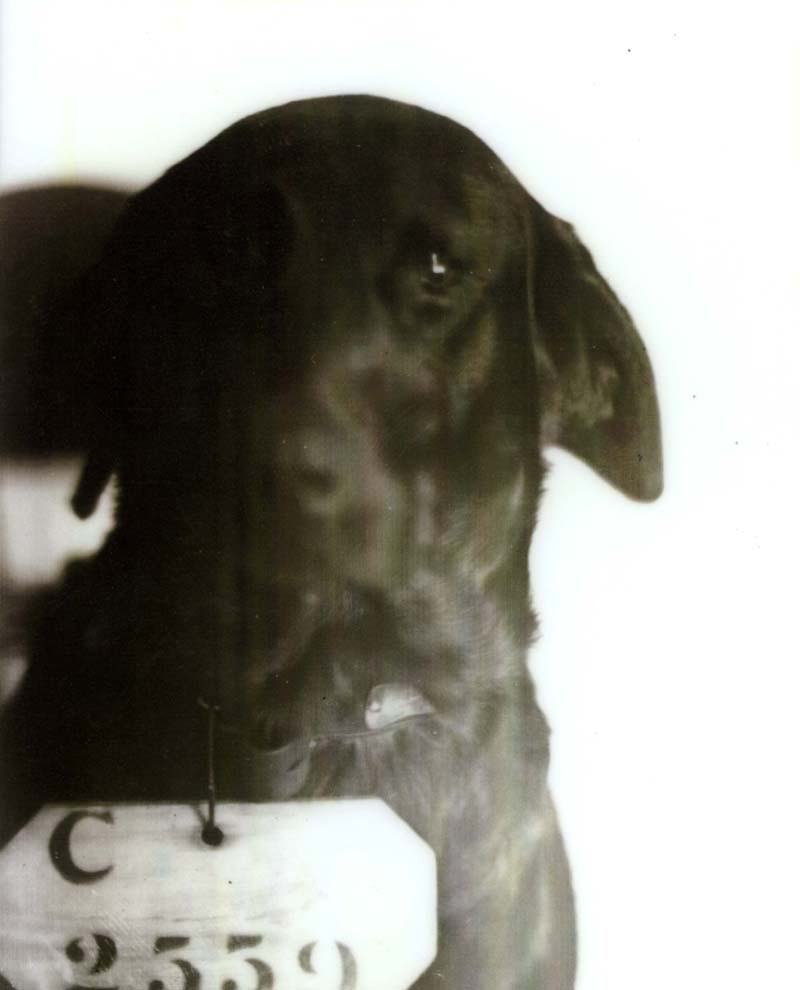
Foto von Pep mit der Häftlingsnummer C-2559 im Eastern State Penitentiary, Philadelphia, 1924

Pep (* um 1923; † 1930) war ein schwarzer Labrador Retriever, der einem scherzhaften Zeitungsartikel zufolge des „Mordes“ an einer Katze angeklagt und zu lebenslanger Haft verurteilt wurde. Dieser vermeintliche Justizirrtum löste international Empörung aus. In Wirklichkeit wurde Pep ins Gefängnis gebracht, um die Moral der Häftlinge zu verbessern.

## Geschichte
Pep wurde der Frau des Gouverneurs von Pennsylvania, Gifford Pinchot, von Percival Baxter, dem Gouverneur von Maine, geschenkt. Baxter regte an, Pep als Therapiehund im Gefängnis einzusetzen.
Der Hund wurde am 31. August 1924 ins Eastern State Penitentiary in Philadelphia gebracht. Laut der erfundenen Zeitungsmeldung erhielt er die Häftlingsnummer C-2559, und es wurde ein Fahndungsfoto angefertigt. Der Eintrag in das offizielle Gefängnisbuch bescheinigte Pep eine lebenslängliche Haftstrafe für die Tötung einer Katze.
Internationale Zeitungen griffen die Geschichte auf. Er wurde als „Katzenmörderhund“ bezeichnet und die Geschichte mit Phantasie weiter aufgebauscht.
Der Gouverneur erhielt während seiner verbleibenden Amtszeit auch zahlreiche ernst gemeinte Briefe, in denen seine unmenschliche Grausamkeit angeprangert wurde. Pinchot und seine Frau stellten klar, dass Pep weder Katzen getötet noch eine lebenslange Freiheitsstrafe erhalten habe, sondern stattdessen in der Haftanstalt sei, damit das Los der Gefangenen gemildert werde.

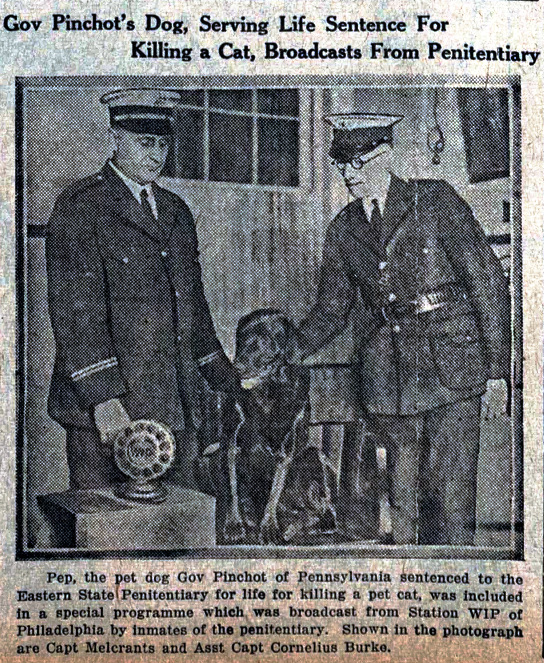
Pep bei einem Interview für das Gefängnisradio. Meldung im Boston Daily Globe, 26. Dezember 1925

Pep bewegte sich frei im Gefängnis und auf dessen Gelände; er war bei Gefangenen und Wärtern gleichermaßen beliebt. Die Zeitung Boston Daily Globe veröffentlichte am 26. Dezember 1925 ein Foto, wo er vor einem Radiomikrofon sitzt, begleitet von zwei Gefängniswärtern.
Viele Häftlinge kauften mit ihrem Verdienst Leckerlis für ihn, so dass er „fett und faul“ wurde, was 1927 zu einem Bericht in einer Lokalzeitung und einer strengen Diät für Pep führte.
1929 wurde Pep „begnadigt“ und auf die neu errichtete Gaterford Prison Farm verlegt, etwa 48 km nördlich von Philadelphia, wo er 1930 starb. Er wurde in einem Blumenbeet auf dem Gefängnisgelände begraben.
Im Eastern State Penitentiary, das später in ein Museum umgewandelt wurde, erinnert ein Schild an Pep als einen der „bemerkenswertesten Insassen“.